# Onufry Lancaster
Onufry Lancaster, 1. książę Gloucester, właśc. Humphrey Lancaster KG (ur. 3 października 1390, zm. 23 lutego 1447 w Bury St. Edmunds) – angielski książę z dynastii Plantagenetów, młodszy syn króla Henryka IV Lancastera i Marii Bohun, córki 7. hrabiego Hereford. Młodszy brat króla Henryka V.
Ok. 1400 r. został kawalerem Orderu Podwiązki. 16 maja 1414 r. otrzymał tytuły księcia Gloucester i hrabiego Pembroke. Król Henryk V, umierając w 1422 r. wyznaczył Humphreya regentem Anglii w imieniu swojego małego synka, Henryka VI. Ambitny i popędliwy książę musiał walczyć o władzę nad Anglią z członkiem Rady Regencyjnej, kardynałem Henrykiem Beaufortem. Uzbrojeni zwolennicy księcia i kardynała toczyli ze sobą regularne walki. Z biegiem czasu przewagę w tych zmaganiach zaczął uzyskiwać kardynał Beaufort, który zdobył sobie wielki wpływ na chorego na umyśle króla Henryka.
Na początku swojej regencji Humphrey uwikłał się walki w Niderlandach, poślubiając w 1422 r. Jakobinę Wittelsbach (25 lipca 1401 – 8 października 1436), dziedziczkę hrabstw Hainaut, Holandii i Zelandii, córkę Wilhelma II, księcia Bawarii-Straubing, i Małgorzaty de Valois, córki Filipa II Śmiałego, księcia Burgundii. Podczas tego małżeństwa Jakobina raz zaszła w ciążę, ale poroniła w 1424 r.
Małżeństwo to nie było udane, a ponadto uwikłało księcia walki o dziedzictwo żony w Niderlandach, na które chęć miał także książę Burgundii Filip III Dobry. Humphrey ostatecznie zrezygnował z walki o trzy wspomniane hrabstwa i rozpoczął starania na dworze papieskim o unieważnienie małżeństwa. 9 lipca 1428 r. otrzymał upragniony rozwód, gdyż kuria papieska uznała za ważne poprzednie małżeństwo Jakobiny z Janem IV Brabanckim.
Niedługo po rozwodzie Humphrey poślubił swoją wieloletnią kochankę Eleanor Cobham (ok. 1400 – ok. 1452), córkę Reynalda Cobhama, 3. barona Cobham, Eleanor Culpeper, córki sir Thomasa Culpepera. Humphrey i Eleanor mieli razem syna i córkę:
- Artur (zm. 1447)
- Antygona, żona Henry’ego Greya, 2. hrabiego Tankerville, i Johna d'Amancier, nie miała dzieci

W 1441 r. stracono sekretarza Eleanor, Rogera Bolingbroke'a, jej kapelana, Johna Hunne'a, oraz Thomasa Southwella pod zarzutem uprawiania czarów w celu zabicia króla. Eleanor była sądzona pod tymi samymi zarzutami. Skazano ją na publiczną karę w Londynie, rozwiedziono z Humphreyem i zesłano na resztę życia na wyspę Man.
Skandal związany z Eleanor zrujnował pozycję Humphreya na angielskiej scenie politycznej. Wkrótce został uwięziony pod zarzutem spiskowania przeciwko królowi. Zmarł w więzieniu w niewyjaśnionych okolicznościach w 1447 r.
Po odziedziczeniu majątku Greenwich Humphrey utworzył tam Greenwich Park, a w 1428 r. rozpoczął nad brzegiem Tamizy budowę pałacu Bella Court, nazwanego później pałacem Placentia. Obecny budynek Królewskiego Obserwatorium Astronomicznego w Greenwich znajduje się w miejscu, gdzie wcześniej stała tzw. „wieża księcia Humphreya”. „Biblioteką księcia Humfreya” nazwana jest część Bodleian Library w Oksfordzie, gdyż większość jej księgozbioru pochodzi z darowizn księcia. Humphrey był również mecenesem literatów, m.in. poety Johna Lydgate’a.